# Centre internacional de conferències de Kyoto
El Centre internacional de conferències de Kioto (国立京都国際会館, Kokuritsu Kyōto Kokusai Kaikan), abreujat com ICC Kyoto (per les seves sigles en anglès), i anteriorment anomenat sala de conferències internacionals, és una gran instal·lació de conferències que es troba en Takarakaike, Sakyō-ku, Kyoto, Prefectura de Kyoto, Japó. El protocol de Kyoto es va signar en aquest saló.

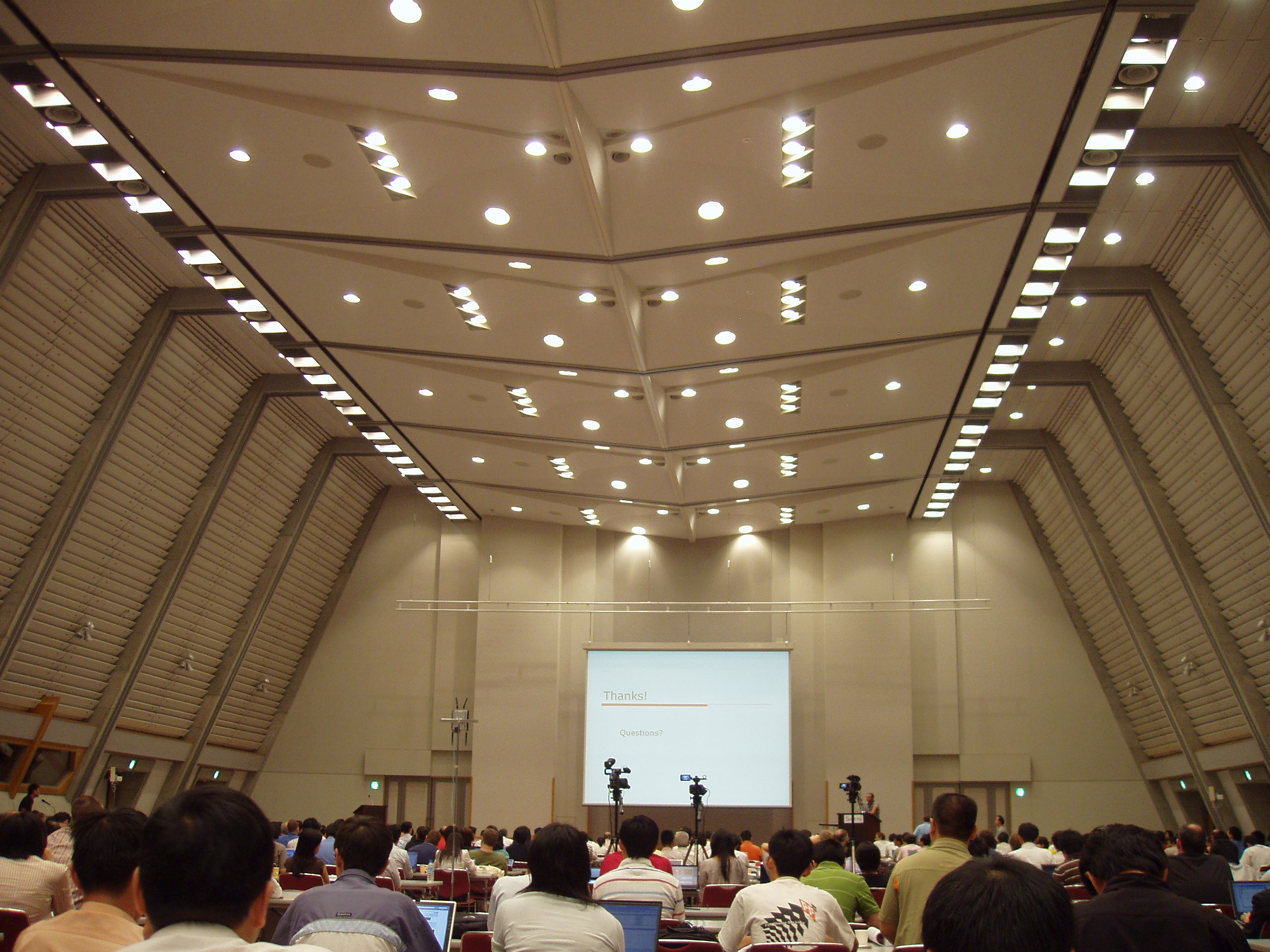
Saló interior annex

El centre va ser dissenyat per l'arquitecte Sachio Otani amb una estructura hexagonal inusual, resultant en poques parets o columnes verticals. Va ser obert en 1966 amb una addició en 1973. Avui dia la instal·lació té un total de 156.000 m2 d'espai per a reunions i es compon de la sala de conferències principal, amb un gran espai d'aforament per 2.000 persones, algunes sales petites, un saló annex amb capacitat per 1.500 persones i una sala d'esdeveniments, amb l'Hotel Grand Prince de Kyoto a prop. Tant la sala principal com l'annex estan equipats amb instal·lacions de traducció simultània per 12 idiomes.
Està situat al nord de Kyoto i es pot arribar per la línia Karasuma del metre.
El complex és el lloc de l'escena final de la pel·lícula de culte d'arts marcials de 1982, The Challenge, de John Frankenheimer, protagonitzada per Scott Glenn i el llegendari actor Japonès, Toshirō Mifune.

## Esdeveniments passats
- 1994: Unió Internacional De Telecomunicacions Conferencia plenipotenciaria.
- 1997: Convenció Marco de Nacions Unides sobre el Canvi Climàtic (Protocol de Kyoto)
- 2003: Fòrum Mundial De l'Aigua